# Antônio José dos Santos
Antônio José dos Santos, C.M.  (Cachoeira do Campo, 23 de novembro de 1872 — Assis, 2 de fevereiro de 1956) foi um bispo católico brasileiro. Foi bispo da Diocese de Assis.

## Vida
Nasceu no dia 23 de novembro de 1872. Natural de Cachoeira do Campo, Minas Gerais. Fez o curso teológico em Paris, França, na Congregação da Missão, na qual se ordenou em 9 de junho de 1900. Foi professor no Colégio do Caraça, Santa Bárbara (Minas Gerais) e no Seminário de Diamantina. Em 19 de outubro de 1919, foi sagrado bispo titular de Cróia e bispo auxiliar de Diamantina.
Em 30 de novembro de 1928, pela Bula do Papa Pio XI, Sollicitude Universalis Ecclesiae, foi criada a Diocese de Assis, à qual a paróquia de Santo Anastácio ficou vinculada.
O primeiro Bispo de Assis, Dom Antônio José dos Santos, tomou posse no dia 19 de março de 1930. Após uma longa vida dedicada ao Sacerdócio, na humildade, e trinta e oito anos dedicados ao pastoreio da Igreja, sendo vinte e seis anos em Assis, veio a falecer aos oitenta e três anos, no dia 2 de fevereiro de 1956, no Palácio Episcopal Santa Terezinha e está sepultado na cripta da Catedral.